# Mały Borzdyń
Mały Borzdyń (biał. Малая Барздынь, ros. Малая Борздынь) – wieś na Białorusi, w obwodzie mińskim, w rejonie mińskim, w sielsowiecie Horanie.